# 비상시공산당
비상시공산당(일본어: 非常時共産党 히죠지쿄산토[*])이란 전전 비합법정당 시절의 일본공산당 역사에서 1931년 초엽부터 1932년 말엽까지를 가리키는 통칭이다. 이 호칭은 이 당시의 중앙위원장 카자마 죠키치의 옥중수기 『“비상시”공산당』에서 유래한 것으로, 현재의 일본공산당 공식 당사에서는 이런 명칭을 인정하지 않는다.
무장공산당(타나카 세이겐 지도부)가 무모한 무장방침과 그에 대한 당국의 탄압으로 궤멸당하자, 동방노력자공산대학에서 귀국한 카자마 죠키치를 중심으로 당중앙이 재건되었다. 당중앙위원은 카자마 외에 마츠무라 노보루・이와타 요시미치・미야가와 토라오・콘노 요지로였다.
이 시기의 공산당은 대중화 방침을 취하여 3·15 및 4·16 양대 탄압사건으로 받은 타격으로부터 겨우 당세를 회복했고, 전전 최대의 당세를 자랑한 시기였다. 자금력은 월 3엔 이상을 기부해 주는 동조자가 1만 명 있었기에 매월 3만 엔을 모금할 수 있었고, 기관지 『적기』의 발행부수도 6-7천 부에 달했다.
그러나 당중앙위원이자 실질적 실권자인 마츠무라부터가 특고경찰 밀정이었고, 대권력 도발과 32년 테제에 따른 군주제 폐지 구호를 산하 합법단체에 강제하여 탄압을 자초하는 등 여전히 잘못된 지도가 계속 이루어지던 끝에 아타미 사건으로 당중앙이 일망타진되어 붕괴했다.

## 내력

### 당중앙 재건과 초기의 호조
1930년 7월 무장공산당 지도부가 탄압으로 궤멸당하자 모스크바 동방노력자공산대학에서 카자마 죠키치가 당재건의 밀명을 띠고 귀국하여 그를 중심으로 당재건운동이 개시되었다. 1931년 1월 12일 당중앙이 재건되었고, 1월 25일에는 기관지 『적기』 34호가 재간되었다. 카자마 등 지도부는 코민테른에서 받아온 31년 정치테제 초안을 1931년 4월 『적기』 지면에 발표했다.
당시 코민테른과의 연락선을 잡고 있던 것은 마츠무라 노보루(본명 이이즈카 미츠노부)였다. 1931년 2월 하순, 코민테른 극동부 밀사가 마츠무라에게 당면 활동비로서 100 엔, 당 대표의 상해 파견 여비로 1000 엔의 공작금을 주고 갔다. 당중앙은 곧바로 콘노 요지로를 상해로 파견했다. 코민테른은 콘노에게 공작금 1500 엔을 주고, 당대표로서 카자마의 상해 파견, 주 1회 보고, 밀정 대책기관의 창설을 지령했고, 공작금으로서 월 2000 엔을 5년 7월(즉 무장공산당 괴멸 시점)으로 소급해서 지급할 것이라고 전했다.
곧바로 5월에 카자마가 상해로 가서 코민테른 극동대표인 환태평양노동조합 서기국의 일레르 눌렌스를 만나 그로부터 비합법 지하기술 개선에 대한 구체적인 지시를 받아 왔다. 그 중에는 “S(밀정)는 발견되는 차제에 지워버릴 것”이 있었다. 카자마는 레닌학교 및 동방노력자학교에 유학생을 보낼 것, 방침은 31년 정치테제 초안의 방침으로 갈 것 등을 지지받아 공작금 1500엔을 받고 지급했다. 귀국한 카자마는 미후네 토메키치를 유학생으로 파견했으나, 미후네는 상해까지 가서 위험을 감지하고 귀국하고 만다. 게다가 중국국민당과 중국공산당의 대립 가운데서 1931년 6월 눌렌스가 검거되면서 코민테른과의 연락이 다시 끊기고 말았다. 다만 후술할 바와 같이 당세 복구로 투쟁기금이 충분히 걷혔기 때문에 공작금이 끊겨도 당 활동에는 큰 문제가 없었다.
1931년 5월, 공산당은 “당의 대중화” 방침을 결정하고, 8월 회의에서 중앙위원회를 정식으로 출범시켰다. 7월에는 농민단체 전국농민조합의 좌파가 “전국회의파(전회파)”를 결성해 독립, 공산당 산하로 들어왔고, 그전부터 산하단체였던 일본노동조합전국협의회(전협)도 대중운동 노선으로 조직을 확대했다. 이들 합법 산하단체들에 힘입어 당세가 점차 복구되어갔고, 『적기』도 발행부수가 1,000부에 이르러 1932년 4월부터는 활판인쇄가 개시되었다. 전전 비합법시대의 『적기』 발행호수 통산 187호 가운데 1/3 이상이 이 비상시공산당 시대에 발행된 것이다. 1931년 9월 만주사변이 발발하자 공산당은 특히 병사들을 상대로 “제국주의 전쟁 반대”를 호소했다.

### 자금줄 고갈과 강도질 노선
그러나 이 시기에도 경찰당국의 탄압은 진행되고 있었으며, 1931년 8월에는 관서지방조직, 1932년 3월에는 산하단체인 일본프롤레타리아문화연맹에 대한 대규모 검거가 이루어졌다. 이에 따라 쿠라하라 코레히토・츠보이 시게지・쿠보카와 츠루지로・나카노 시게하루・미야모토 유리코(미야모토 켄지의 처로, 당시 신혼이었다)・무라야마 토모요시・아키타 우쟈쿠 등 400여명이 체포되었다. 미야모토 켄지・코바야시 타키지는 체포를 면하고 지하로 잠행했다. 또한 이 해에는 당원들 뿐 아니라 투쟁기금을 대주던 거물급 동조자들이 차례차례 검거되었다. 큐슈대 교수 카자하야 야소지・전 노동농민당 서기장 호소사코 카네미츠・전 경도대 교수 카와카미 하지메・동경상대 교수 오오츠카 킨노스케 등이 검거되었다. 마츠무라 밑에서 자금책을 하던 스기노하라 준이치가 붙잡혀서 440명의 자금제공자들의 이름이 경찰 손에 넘어갔던 것으로 알려져 있다.
이렇게 자금망이 괴멸당한 결과 자금조달을 담당하는 “가옥자금국”이 큰 권한을 갖게 되었고, 그 책임자인 마츠무라가 실질적인 최고지도자로서 권력을 장악하게 되었다. 문제는 마츠무라는 동방노력자대학에서 귀국한 뒤 특고에 포섭된 밀정이라는 것이었다. 마츠무라는 경찰당국을 도발하는 모험주의 방침을 채택했다. 마츠무라는 당재정의 곤궁을 타파하기 위해서라며 강도・사기・공갈・미인계・에로사진 등 가능한 모든 계획을 세우고 실행했으며, 권총을 60정 이상 밀수해서 오오츠카 유쇼・나카무라 류이치 등으로 하여금 은행강도를 시켜서 3만 엔을 강도하는 데 성공했다(적색깡패 사건). 그러나 권총밀수 루트를 통해 실마리를 잡은 경찰이 그들 윗선의 이마이즈미 젠이치를 체포하여 오오츠카를 비롯한 가옥자금국 국원들을 차례차례 체포해갔다. 그러는 사이에도 32년 테제를 논의하기 위한 당대회 개최 준비가 진행되고 있었다.
이때까지 비상시공산당 지도부가 강령삼아 쓰고 있던 31년 테제는 노농파의 1단계혁명론에 가까운 것이어셔 코민테른의 비판을 받았고(무엇보다도 그 작성자 게오르기 사파로프가 숙청당함), 이듬해 1932년 5월 31년 테제를 부정하고 다시 2단계혁명론에 근거하는 32년 테제가 발표되었다. 공산당은 이 테제를 금과옥조처럼 신봉하여 “천황제 타도” 슬로건을 전협 등 합법조직들에게 강제하여 당국에 탄압의 빌미를 주었다. 전협이 자율성을 주장하며 당중앙의 관념적 극좌방침에 반발하자 당중앙은 전협 조합원의 절반을 차지하는 조선인들에게 인망이 높은 중견간부 윤기협에게 밀정 누명을 뒤집어씌어 암살하기에 이르렀다(윤기협 사살사건). 결국 전협은 1933년 5월 치안유지법 제1조가 적용되어 비합법화되었다.

### 아타미 사건으로 일망타진
1932년 10월에는 상해에서 코민테른 밀사 스즈에 겐이치가 내일하여 카자마에게 상해로 오라고 지시했다. 그래서 상해로 가기 전에 대회를 개최할 필요가 있어서 그해 10월 29일-30일에 걸쳐 아타미에서 당대회를 열기로 했다. 이 때 대회장을 설영했던 것이 밀정인 마츠무라였고, 마츠무라는 아타미에 일본공산당 간부가 모두 집합한다고 경시청 특고과장 모리 모토이에게 통보했다. 결국 10월 30일, 32년 테제에 따른 당 방침을 정하기 위한 전국대표자회의 자리를 경찰이 급습하여 간부들이 일망타진되고, 같은 날 카자마・콘노・이와타 등도 각자의 아지트에서 검거되면서 당중앙이 다시 괴멸했다. 이것이 아타미 사건이다. 한편, 카자마에게 아지트를 제공했던 사법관보 사카모토 츄스케(坂本 忠助), 사카모토를 통해 경찰 정보를 공산당에 제공했던 동경지방재판소 판사 오자키 노보루 등도 검거되어 당국에 큰 충격을 주었다(사법부 적화사건). 이 때 검거된 사람 수만 1,500명이 넘어서 비상시공산당은 완전히 붕괴되었다. 11월에 미야가와 등 검거를 면한 중앙위원들이 임시당중앙을 조직했으나 12월에 검거되어 빠르게 괴멸되었다.
아타미 사건 이후 은행강도 사건이 공산당 소행이었음이 밝혀진 것은 대중에게 공산당에 대한 불신감을 준 동시에, 옥중에 있던 당간부들에게 엄청난 충격을 줌으로써 이듬해 1933년 중반 사노 마나부・나베야마 사다치카의 전향성명으로 시작되는 대량 전향으로의 길을 열었다. 또한 간신히 검거를 피한 야마모토 마사미・노로 에이타로・미야모토 켄지・하카마다 사토미 등이 당재건을 시도했으나, 당중앙에까지 밀정이 침투했다는 사실로 인하여 조직 내부에서의 상호불신을 증폭시켜, “다수파” 분파가 형성되고 끝내 중앙위원들끼리 때려죽이는 일본공산당 스파이 사문사건이 일어나기에 이르렀다. 비상시공산당 붕괴 이후, 더 이상 당재건을 시도할 사람이 한 명도 남지 않게 되는 완전붕괴에 이르기까지 이 최후의 단계를 린치공산당이라고 한다.

## 참고 자료
- 風間丈吉 『「非常時」共産党』 三一書房、1976年
- 伊藤晃 『転向と天皇制：日本共産主義運動の1930年代』 勁草書房、1995年 ISBN 4326300957

第三章「大量転向の一前提」参照。
- 立花隆 『日本共産党の研究』 講談社、1978年